# Бамперы Дагмар

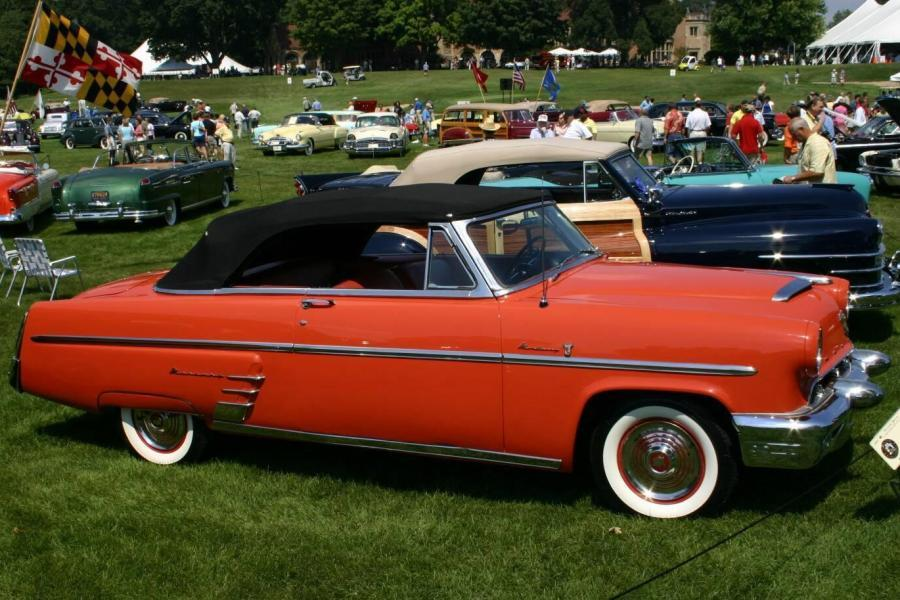
1953 Mercury Convertible с «дагмарами»

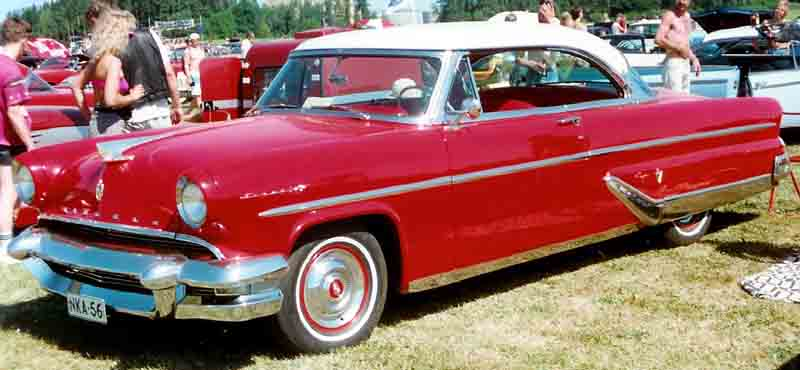
Lincoln B с «дагмарами»

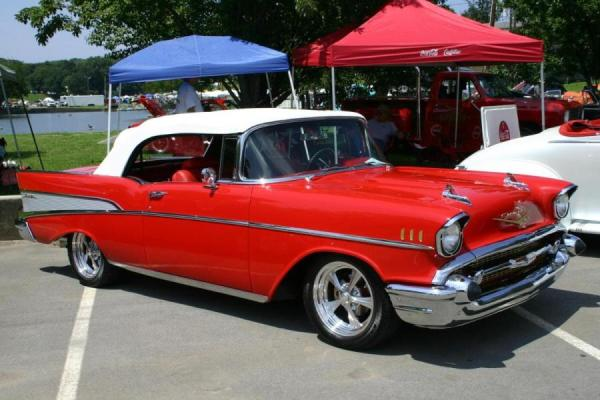
1957 Chevrolet Bel-Air с резиновыми накладками

Бамперы дагмар, также известны как дагмары — это жаргонное слово, которым называют передний бампер с выраженными элементами, внешне похожими на артиллерийский снаряд.
Такими бамперами оснащались некоторые автомобили 1950-х годов, а для придания более яркого эффекта их обрабатывали хромом.
Термин «дагмар» придумали сами создатели, в качестве аллюзии на американскую актрису Дагмар. Актриса была широко известна на телевидении в 1950-х годах. Свою популярность она получила за ношение выраженного декольте. За счёт глубокого выреза она достигала более выразительных физических форм, главным образом выделялась грудь конической формы. Актриса была польщена такой честью со стороны создателей.

## Развитие
По первоначальной задумке Харли Эрла, вице-президента GM по дизайну, бамперы автомобилей марки Кадиллак должны были оснащаться защитными элементами в виде артиллерийского снаряда, которые также выступали в качестве элемента стиля, отожествляя скорость машины со скоростью снаряда.
На протяжении 1950-х годов элемент становился более выразительным. В 1957 году модель Cadillac Eldorado Brougham была оснащена резиновыми стикини[неизвестный термин], которые на сленге назвали «пирожки».
В 1959 году американские дизайнеры дополнили общий стиль автомобиля, добавив заднему бамперу плавники и элементы фар в виде турбин. В 1960 году эпоха бамперов дагмар закончилась, когда модель Lincoln Continental была оснащена другим типом бампера.
Предметом состязания между такими компаниями, как Ford, Studebaker, Buick и другие, был не только бампер в целом, но и отдельные его элементы.